# Списак улица Ниша
Списак улица у Нишу је подложан променама, зато што се њихови називи релативно често мењају а граде се и нова насеља са новим улицама.
- Свака улица има своју историју. Неке улице имају и више имена (званична и незванична).
- Свака улица има своје важне објекте и специфичан положај.
- Погледај пример Батутова (улица у Београду) и
- Васе Чарапића (улица у Београду) _ _ _ Стари град добила име по Васи Чарапићу

## 1-9
- 13. мај
- 1300 Каплара
- 14. Бригаде
- 21. Маја
- 22. децембар
- 23. Бригаде
- 25. мај
- 27. Март
- 29. Новембар
- 45. Дивизије
- 7. Јули
- 8. Март
- 9. Бригаде
- 9. Маја

## А
- А. Стојановића
- Авалска
- Адмирала Гепрата
- Аеродромска
- Ајдановачка
- Академика Ђорђа Лазаревића
- Ал. Голготе
- Алекса Маркишића
- Александра Белића
- Александра Петровића
- Алексе Ненадовића
- Алексиначка
- Алпска
- Анастаса Јовановића
- Анете Андрејевић
- Апатинска
- Апеловац
- Арчибалда Рајса
- Аугуста Цесарца
- Аце Стојановић
- Ардијска

## Б
- Бранка Денића-Деве
- Бориса Крајгера
- Бранислава Нушића
- Б. Станковића
- Бабичког Одреда
- Багремова
- Балканска
- Банатска
- Бањалучка
- Бањска
- Барска
- Баштенска
- Баштованска
- Бегејска
- Белих јасенова
- Белопаланачка
- Белотиначка
- Београдска
- Бербатовачка
- Бетовенова
- Бечејска
- Билећка
- Биоковска
- Бистричка
- Битољска
- Бјеласичка
- Благоја Велимировића
- Благоја Паровића
- Блачка
- Бледска
- Бованска
- Богдана Благојевића
- Богдана Поповића
- Боже Дреничког
- Божидара Лешјанина
- Божидара Миљковића
- Божидарчева
- Бојничка
- Бокељска
- Бољевачка
- Бомбашка
- Борачка
- Боре Вукмировића
- Боре Ђорђевића - Кокана
- Боривоја Велимировића
- Боривоја Николића
- Борислава Безухе
- Борислава Николића-Серјоже
- Борова
- Борска
- Босанска
- Ботаничка
- Бохињска
- Бране Петронијевића
- Бранимира Ћосића
- Бранка Бјеговића
- Бранка Денића
- Бранка Јекића
- Бранка Крсмановића
- Бранка Миљковића
- Бранка Радичевића
- Браће Вуксановић
- Браће Игњатовић
- Брачка
- Брегалничка
- Брезовачка
- Бреничка
- Брестовачка
- Бригадирска
- Бубањска
- Бубањска долина
- Бубањских Хероја
- Бугојничка
- Бујмирска
- Буковичка
- Булевар 12. фебруар
- Булевар Др Зорана Ђинђића
- Булевар Медиана
- Булевар Немањића
- Булевар Николе Тесле
- Булевар Светог Цара Константина

## В
- В. Благојевић
- В. Бојовића
- В. Бубња
- В. Влаховића
- В. Јовановића
- Ваздухопловаца
- Ваздухопловаца прилаз И
- Ваздухопловаца прилаз ИИ
- Ваљевска
- Вараждинска
- Варваринска
- Вардарска
- Вардарска
- Васе Албанца
- Васе Пелагића
- Васе Смајевића
- Васе Чарапића
- Велебитска
- Велепољска
- Великојастребачка
- Великотрнавска
- Велимира Митића
- Велимира Рајића
- Вељка Влаховића
- Вељка Марковића
- Вељка Миљковића
- Вељка Петровића
- Ветерничка
- Видовданска
- Византијски булевар
- Винаверова
- Виничка
- Винковачка
- Виноградарска
- Висибаба
- Високог Стевана
- Височка
- Витка Тасковића
- Вишеградска
- Владимира Гортана
- Владимира Милића
- Владимира Милетића
- Владимира Роловића
- Владислава Рибникара
- Власинска
- Вожда Карађорђа
- Војводе Вука
- Војводе Гојка
- Војводе Косте Војиновића
- Војводе Мишића
- Војводе Путника
- Војводе Степе
- Војводе Танкосића
- Војвођанска
- Воје Ринчића
- Војина Крајиновића-Големог
- Војислава Илића
- Војислава Милошевића
- Војничка
- Воћарска
- Врањанска
- Врбаска
- Вршачка
- Вукадина Јоцића
- Вукадина Стевановића
- Вукице Митровић
- Вукмановска
- Вучјанска

## Г
- Габровачка
- Габровачка река
- Габровачки пут 1 део
- Гаврила Динића
- Гаврила Принципа
- Гаџинханска
- Генерала Милојка Лешјанина
- Генерала Боже Јанковића
- Генерала Косте Нађа
- Генерала Транијеа
- Генерала Черњајева
- Генерала Штурма
- Георги Димитрова
- Гламочка
- Глоговачка
- Гњиланска
- Голубачка
- Гордане Тодоровић
- Горичка
- Горњоадровачка
- Горњоматејевачка
- Горче Костића
- Гостиварска
- Гоце Делчева
- Градска
- Градскопољска
- Граничарска
- Граховачка
- Грачаничка
- Грделичка
- Гружанска
- Гумарска

## Д
- Д. Јована
- Д. Миловановића
- Д. Петровића Тимошенка
- Д. Радовића
- Д. Трајковић
- Д. Туцовића
- Давидова
- Давида Пијаде
- Далматинска
- Дамјана Милетића
- Данила Вучковића
- Данила Киша
- Даничићева
- Дебарска
- Деветог Маја
- Делиградска
- Делијска
- Делијски вис
- Делинијева
- Дерокова
- Деспота Ђурђа (бивша Истарска)
- Деспотовачка
- Дечанска
- Димитрија Драговића
- Димитрија Лека
- Димитрија Туцовића
- Димитровградска
- Динарска
- Добривоја Ђорђевића
- Добричка
- Добровољачка
- Добросава Јовановића-Станка
- Дојранска
- Дољевачка
- Доња Матејевачка
- Доњоврежинска
- Доситеја Обрадовића
- Достојевског
- Др Веселина Крајачића
- Др Војислава Вучковића
- Др Драгише Мишовића
- Драгише Цветковића
- Др Миленка Хаџића
- Др Милоша Ђорића
- Др Младена Стојановића
- Др Петра Вучинића
- Др. Милутина Ивковића
- Дравска
- Драгачевска
- Драгице Жарковић
- Драгољуба Илића
- Драгољуба Јовановића-Драже
- Драгољуба Станковића Турјанца
- Драгутина Матића
- Драинчева
- Дрварска
- Дреновачка
- Дринке Павловић
- Друге пролетерске бригаде
- Другог српског устанка
- Дубровачка
- Дунавска
- Дурлан
- Дурмиторска
- Душана Костића
- Душана Поповића
- Душана Спасића
- Душана Тривунца
- Душана Трифуновића
- Душка Тасковића
- Душничка

## Ђ
- Ђачка
- Ђевђелијска
- Ђердапска
- Ђорђа Андрејевића-Куна
- Ђорђа Благојевића-Боре
- Ђорђа Јовановића
- Ђорђа Јоцића
- Ђорђа Крстића
- Ђорђа Љубинковића
- Ђуке Динић
- Ђурђевачка
- Ђуре Ђаковића
- Ђуре Јакшића

|  |  |  |  |  |  |  |  |  |  |  |  |  |  |  |  |  |  |  |  |  |  |  |  |  |  |  |  |  |  |

## Е
- Електронска
- Епископска

## Ж
- Ж. Зрењанина
- Жарка Ђурића
- Жарка Јерковића
- Жарка Јерковића
- Железничка
- Живорада Костића-Моравца
- Жикице Шпанца
- Жртава фашизма
- Жупска

## З
- Загорке Тошић
- Зајечарска
- Занатска
- Заплањска
- Звечанска
- Зворничка
- Здравка Вучковић
- Зејтинличка
- Зеке Буљубаше
- Зеле Вељковић
- Зеленгорска
- Зелени Врх
- Зелених јасенова
- Земунска
- Зетска
- Златарска
- Златиборска
- Златка Балоковића
- Змаја од Ноћаја
- Зоне Замфирове
- Зорана Радмиловића

## И
- И. Косанчића
- Ибарска
- Ивана Вушовића
- Ивана Горана Ковачића
- Ивана Гундулића
- Ивана Крстића Белог
- Ивана Милутиновића
- Иванградска
- Иве Андрића
- Иве Ћипика
- Игманска
- Изворска
- Излетничка
- Илије Бирчанина
- Илије Крстића-Жутог
- Илинденска
- Инжињера Бирвиша
- Исидоре Секулић
- Истарска
- Источнонасељска

## Ј
- Ј. Димитријевић
- Ј. Јовановића Змаја
- Ј. Лалатовића
- Ј. Ћетковић
- Јабланичка
- Јабланичког Одреда
- Јаворска
- Јагодинска
- Јадранска
- Јаниса Јанулиса
- Јанка Веселиновића
- Јасеновачка
- Јасенове воде
- Јастребачка
- Јастребачког Одреда
- Јахоринска
- Јелашничка
- Јелене Главашки
- Јеличка
- Јелке Радуловић
- Јерменска
- Јеронимова
- Јована Бабунског
- Јована Дучића
- Јована Ристића
- Јована Скерлића
- Јована-Митића Ђорђа
- Јове Недина
- Јове Тошића
- Јосипа Краша
- Јосипа Славенског
- Јосифа Панчића
- Југ Богданова
- Југовићева
- Јужни Булевар
- Јужноморавских бригада
- Јурија Гаргарина

## К
- Кабларска
- Кајмакчаланска
- Калач Брдо
- Каменичка
- Каменички вис
- Каранфила
- Караџићева
- Карловачка
- Карпатска
- Катићева
- Кеј 29. децембра
- Кеј Коло Српских сестара
- Кеј Мике Палигорића
- Кичевска
- Кладовска
- Кнеза Лазара
- Кнеза Михајла Обреновића
- Кнезичка
- Книнска
- Књажевачка
- Књегиње Љубице
- Кованлучка
- Козарачка
- Колашинска
- Колубарска
- Конрада Жилника
- Копаоничка
- Копарска
- Копитарева
- Корнелија Станковића
- Косанчићева
- Космајска
- Косовке девојке
- Косовска
- Косте Абрашевића
- Косте Стаменковића
- Которска
- Коцић Вукадина
- Коче Капетана
- Коче Рацина
- Кочићева
- Крављанска
- Крагујевачка
- Крајишка
- Краља Милутина
- Краља Стефана Првовенчаног
- Краљевачка
- Краљевића Марка
- Криве ливаде
- Криви Вир
- Криви сокак
- Крсте Ђорђевића
- Крсте Стефановића
- Крушевачка
- Крушевска
- Крушедолска
- Крфска
- Ктитор
- Кубанска
- Кумановска
- Куновичка
- Курсулина
- Куршумлијска
- Кутинска

|  |  |  |  |  |  |  |  |  |  |  |  |  |  |  |  |  |  |  |  |  |  |  |  |  |  |  |  |  |  |

## Л
- Ла Мартинова
- Лабска
- Лазе Костића
- Лазе Лазаревића
- Лајковачка
- Лала
- Лале Поповић-Тање
- Лаповачка
- Лапчевићева
- Ледена Стена
- Леонарда Да Винчија
- Лепеничка
- Лесковачка
- Лимска
- Липа
- Липовачка
- Ловачка
- Ловћенска
- Логорашка
- Лозничка
- Лоле Рибара
- Лоле Стојановића
- Лошињска
- Лужничка

## Љ
- Љубе Дидића
- Љубе Илића-Столета
- Љубе Ненадовића
- Љубичица
- Љубише Поповића - Славка
- Љубомира Манојловића
- Љубомира Недељковића
- Љубомира Николића
- Људевита Гаја
- Љутице Богдана

## М
- М. Бурсаћ
- М. Карамарковића
- М. Мирчића
- М. Стевановића
- М. Закића
- М. Митића
- Мавровска
- Маглајска
- Мајаковског
- Мајке Јевросиме
- Максима Горког
- Малојастребачка
- Малчанска
- Мариборска
- Марина Држића
- Марјана Бадела
- Марка Јовановића
- Марка Орешковића
- Маршала Тита
- Матејевачка
- Матејевачки пут
- Матије Бана
- Матије Гупца
- Мачванска
- Медиана 1
- Медиана 2
- Медиана 3
- Мердарска
- Мерошинска
- Металска
- Мије Орешког
- Мије Петровића
- Мике Аласа
- Миладина Поповића
- Милана Бакића
- Милана Благојевича
- Милана Ракића
- Милана Топлице
- Милана Тошића-Луна
- Милевића
- Миленка Стојковића
- Милентија Поповића
- Милетијева
- Милована Глишића
- Милоја Мишића-Витка
- Милојева
- Милорада Пешића
- Милоша Ђурића
- Милоша Обилића
- Милоша Црњанског
- Милунке Савић
- Милутина Бојовића
- Милутина Миланковића
- Миљковачка
- Мимоза
- Миодрага Говедарице-Челика
- Мирисних Врба
- Мирничка
- Мирочка
- Михајла Пупина
- Мишарска
- Младости
- Мојковачка
- Мокрањчева
- Мокрањчево насеље
- Моравичка
- Моравска
- Мостарска
- Моше Пијаде
- Мраморска

## Н
- Н. Тесле
- Наде Томић
- Најдановића
- Народне Медицине
- Народних хероја
- Насерова
- Невесињска
- Неготинска
- Неретвљанска
- Нестора Жучног
- Никодија Стојановића - Татка
- Николе Коперника
- Николе Пашића
- Николетине Бурсаћа
- Нишавска
- Нишка
- Нобелова
- Нова железничка колонија
- Новице Жигића-Боже
- Новопазарска
- Новосадска
- Новоселска
- Носиоци Карађорђеве Звезде

## Њ
- Његошева

## О
- Обалска
- Обилићев венац
- Облачинска
- Облачића Рада
- Ободинска
- Обрена Николића
- Обреновачка
- Обреновићева
- Овчарско-Кабларска
- Овчепољска
- Озренска
- Озренских партизана
- Озренског одреда
- Оливере Јоцић
- Орашачка
- Орловића Павла
- Орце Николова
- Осме Српске Бригаде
- Осми Конгрес
- Отона Жупанчића
- Охридска

|  |  |  |  |  |  |  |  |  |  |  |  |  |  |  |  |  |  |  |  |  |  |  |  |  |  |  |  |  |  |

## П
- Пазинска
- Паје Марковића
- Паланачка
- Палилулска
- Палинска
- Палих Бораца
- Пане Ђукића
- Пантелејска
- Панчевачка
- Панчићева
- Параћинска
- Париске Комуне
- Партизанска
- Партизанске воде
- Партизанских курира
- Пасјачка
- Пастерова
- Патриса Лумумбе
- Петра Аранђеловића
- Петра Баље
- Петра Велебита
- Петра Жикића-Макса
- Петра Коњовића
- Пећка
- Пионирска
- Пиротска
- Плавска
- Плитвичка
- Подвиничка
- Подгоричка
- Подунавска
- Пожаревачка
- Пољска
- Поп Икономова
- Поп Луке Лазаревића
- Поповачка
- Поповића
- Посавска
- Похорска
- Праховска
- Првомајска
- Преспанска
- Прешевска
- Прешернова
- Прибојска
- Призренска
- Пријездина
- Пријепољска
- Пријепољска
- Приморска
- Приштинска
- Прокупачка
- Пролетерска
- Проломска
- Просветина
- Проте Гагулића
- Пуковника Рајевског
- Пусторечка
- Пушкинова

## Р
- Р. Ковачевић
- Р. Чајевца
- Равничка
- Раданска
- Радивоја Кораћа
- Радних бригада
- Радничка
- Радоја Дакића
- Радоја Домановића
- Радоша Јовановића -Сеље
- Ражањска
- Рајићева
- Расадник
- Расинска
- Растка Немањића
- Ратка Јовића
- Ратка Вукићевића
- Ратка Павловића
- Ратка Софијановића
- Рашићева
- Рендгенова
- Ресавских јунака
- Римска I
- Римска II
- Римска III
- Римска IV
- Римска V
- Римска VI
- Римска VII
- Римска VIII
- Роберта Коха
- Романијска
- Ртањска
- Рудничка
- Руђера Бошковића
- Ружа
- Рузмарина
- Рујничка
- Рујничка V Прилаз.

## С
- С. Милетића
- С. Синђелића
- С. Стефановића
- Саве Јовановића
- Саве Ковачевића
- Саве Петковића
- Савска
- Салвадора Аљендеа
- Сарајевска
- Св. Климента и Наума
- Св. Марковића
- Светислава Јовановића
- Светислава Трнојевића
- Светозара Марковића
- Светолика Ранковића
- Светолика Стојановића
- Светосавска
- Сврљишка
- Сврљишких Партизанских одреда
- Седам Секретара СКОЈ-а
- Селичевица
- Сердара Јове
- Сестре Баковић
- Сечаничка
- Симе Јоцића
- Симе Матавуља
- Симе Милутиновића Сарајлије
- Синдикални станови
- Синђелићев трг
- Сињска
- Ситничка
- Сићевачка
- Сјеничка
- Скадарска
- Скопљанска
- Славиш Вајнера-Чиче
- Славољуба Митића
- Слободана Пенезића Крцуна
- Словенска
- Смедеревска
- Сокобањска
- Соколска
- Солунска
- Сомборска
- Сремска
- Станка Власотинчанина
- Станоја Бунушевца
- Станоја Главаша
- Стара железничка колонија
- Старине Новака
- Старопланинска
- Старца Вујадина
- Стевана Немање
- Стевана Синђелића
- Стевана Сремца
- Стојана Андрића
- Стојана Миљковића
- Стојана Новаковића
- Страхиње Симоновића
- Страхињића Бана
- Струмска
- Студеничка
- Суботичка
- Сувоборска
- Суводолска
- Сувопл. чете
- Суповачка
- Сутјеска

## Т
- Таковска
- Танасија Михајловића-Шпанца
- Тврђавска
- Теслићка
- Тетовска
- Тимочка
- Тихомира Бранковића-Јоце
- Тодора Миловановића
- Томе Роксандића
- Топличина
- Топличка
- Топоничка
- Трајка Јовановића
- Трг 14. октобра
- Трг краља Александра Ујединитеља
- Трг краља Милана
- Трг Мије Станимировића
- Трг Николе Дражића
- Трг Павла Стојковића
- Трг Републике
- Трг Светог Саве
- Трг Учитеља Тасе (бивша Трг Данице Лале Николић)
- Требињска
- Триглавска
- Трновачка
- Трстеничка
- Трудбеничка
- Трупалска
- Тутинска

## Ћ
- Ћеле кула
- Ћирила и Методија
- Ћупријска

## У
- Ударничка
- Ужичка
- Улцињска
- Универзитетски трг
- Унска
- Уроша Динића
- Уроша Предића
- Устаничка
- Учитељ Милина
- Учитељ Тасина
- Учитељска

## Ф
- Ф. Барбаросе
- Феликса Каница
- Филипа Вишњића
- Филипа Филиповића
- Фочанска
- Франца Розмана
- Француска
- Фрушкогорска

## Х
- Хајдук Вељкова
- Хајдук Станкова
- Хаџи Проданова
- Хварска
- Хероја Поп Миће
- Херцеговачка
- Хиланд. Метох
- Хиландарска
- Хомољска
- Хризантема
- Хумска
- Хумска прилаз 3
- Хусињских Рудара

## Ц
- Цара Душана
- Цара Константина
- Цара Уроша
- Царице Милице
- Цвијићева
- Церјанска
- Церска
- Цетињска
- Црвена звезда
- Црвених јаворова
- Црногорска
- Црнотравска

## Ч
- Чаирска
- Чајетинска
- Чакорска
- Чамурлијска
- Чањска
- Чарнојевића
- Чачанска
- Чегарска
- Чеде Крстића
- Чемерничка
- Четвртог јула
- Чокотска

## Ш
- Шабачка
- Шантићева
- Шарпланинска
- Шимшира
- Школска
- Шоферска
- Шпанских бораца
- Штипска
- Штросмајерова
- Шумадијска
- Шуматовачка

|  |  |  |  |  |  |  |  |  |  |  |  |  |  |  |  |  |  |  |  |  |  |  |  |  |  |  |  |  |  |